# Georgic (Schiff, 1895)
Die Georgic war ein Fracht- und Passagierschiff der britischen Reederei White Star Line. Sie fuhr bis zum Ersten Weltkrieg die Nordatlantik-Route nach Amerika und wurde 1916 versenkt. Bei ihrer Indienststellung 1895 war sie das größte Frachtschiff der Welt.

## Geschichte
Das Schiff wurde 1895 in Belfast von Harland & Wolff Ltd. gebaut, um bei der White Star Line die 1893 verschollene Naronic zu ersetzen. Nach der Fertigstellung am 8. August 1895 begann die Jungfernfahrt am 26. August 1895. Aufgrund ihrer Größe konnte die Georgic lediglich wenige Routen bedienen, darunter die Nordatlantikstrecke zwischen dem Vereinigten Königreich und New York City. Ab Oktober 1909 bediente sie gemeinsam mit der Bovic und der Cevic die Strecke von Großbritannien nach Australien, mit Halten in Adelaide und Sydney.
Nach dem Beginn des Ersten Weltkriegs transportierte das Schiff neben weiterer Fracht Pferde und Maultiere zur Unterstützung der alliierten Westfront von den Vereinigten Staaten nach Europa. Am 10. Dezember 1916 wurde die Georgic südöstlich von Neufundland vom als schwedisches Handelsschiff getarnten deutschen Hilfskreuzer Möve gekapert. Nachdem die Besatzung von Bord geholt worden war, wurde sie durch die die Platzierung von Sprengsätzen auf dem Schiff mitsamt der Fracht von 1200 Pferden, Weizen und etwa 10.000 Barrel Öl versenkt. Die Georgic war das größte durch die Möve versenkte Schiff.

## Zwischenfälle
Am 23. Mai 1896 sowie am 5. August 1901 kollidierte das Schiff mit der Hafeneinfahrt in Liverpool. Am 10. März 1902 stieß die Georgic in Liverpool mit der Bark Oakhurst zusammen, die dabei drastisch beschädigt wurde. Es folgten Kollisionen mit dem Dampfschiff Saxon King nahe der Flämischen Kappe (18. Januar 1903), der Kalabria im St.-Georgs-Kanal auf dem Weg nach Liverpool (21. März 1904) und der US-amerikanischen Finance, vor der Halbinsel Sandy Hook in der Bucht von New York, bei deren anschließendem Untergang vier Menschen ums Leben kamen.